# Ли (тауншип, округ Эйткин, Миннесота)
Ли (англ. Lee) — тауншип в округе Эйткин, Миннесота, США. На 2010 год его население составило 50 человек.

## География
По данным Бюро переписи населения США площадь тауншипа составляет 92,4 км², из которых 89,3 км² занимает суша, а 3,1 км² — вода (3,36 %).

## Демография
По данным переписи населения 2000 года здесь находились 54 человека, 22 домохозяйства и 17 семей. Плотность населения —  0,6 чел./км². На территории тауншипа расположено 45 построек со средней плотностью 0,5 построек на один квадратный километр. Расовый состав населения: 98,15 % белых и 1,85 % приходится на две или более других рас.
Из 22 домохозяйств в 31,8 % воспитывались дети до 18 лет, в 68,2 % проживали супружеские пары, в 9,1 % проживали незамужние женщины и в 22,7 % домохозяйств проживали несемейные люди. 22,7 % домохозяйств состояли из одного человека, при том 9,1 % из — одиноких пожилых людей старше 65 лет. Средний размер домохозяйства — 2,45, а семьи — 2,76 человека.
25,9 % населения — младше 18 лет, 20,4 % — от 25 до 44, 18,5 % — от 45 до 64, и _ — старше 65 лет. Средний возраст — 40 лет. На каждые 100 женщин приходилось 107,7 мужчин. На каждые 100 женщин старше 18 приходилось 122,2 мужчин.
Средний годовой доход домохозяйства составлял 28 750 долларов, а средний годовой доход семьи —  27 500 долларов. Средний доход мужчин —  49 583  доллара, в то время как у женщин — 18 333. Доход на душу населения составил 19 319 долларов. За чертой бедности находились 7,7 % семей и 5,9 % всего населения тауншипа.